# Dejvid Sinani
Dejvid Sinani (Belgrado, 2 de abril de 1993) es un futbolista serbio, nacionalizado luxemburgués que juega en la demarcación de centrocampista para el F. C. Swift Hesperange de la División Nacional de Luxemburgo.

## Selección nacional
Tras jugar en las categorías inferiores de la selección, finalmente hizo su debut con la selección de fútbol de Luxemburgo el 17 de noviembre de 2022 en un encuentro amistoso contra Hungría que finalizó con un resultado de empate a dos tras los goles de Gerson Rodrigues y de Alessio Curci para Luxemburgo, y de Attila Szalai y András Németh para Hungría.

## Clubes
| Club                          | País       | Año       | Partidos | Goles |
| ----------------------------- | ---------- | --------- | -------- | ----- |
| F. C. Differdange 03          | Luxemburgo | 2011-2013 | 8        | 1     |
| FC UNA Strassen (cedido)      | Luxemburgo | 2013      | 14       | 13    |
| F. C. Differdange 03          | Luxemburgo | 2013-2017 | 55       | 20    |
| US Mondorf-les-Bains (cedido) | Luxemburgo | 2017-2018 | 22       | 3     |
| CS Fola Esch                  | Luxemburgo | 2018-2021 | 69       | 28    |
| F91 Dudelange                 | Luxemburgo | 2021-2023 | 56       | 34    |
| F. C. Swift Hesperange        | Luxemburgo | 2023-     | 34       | 8     |